# Beenie Man
 (janvier 2022).
Si vous disposez d'ouvrages ou d'articles de référence ou si vous connaissez des sites web de qualité traitant du thème abordé ici, merci de compléter l'article en donnant les références utiles à sa vérifiabilité et en les liant à la section « Notes et références ».
 (janvier 2022).
Anthony Moses Davis (né le 22 août 1973 à Kingston), dit Beenie Man, est un chanteur de dancehall jamaïcain.

## Biographie et carrière musicale

### Les débuts
Beenie Man, surnommé The Doctor, et de son vrai nom Anthony Moses Davis, est né le 22 août 1973 à Kingston, capitale de la Jamaïque. Il passe son enfance dans le quartier de Waterhouse, l’un des plus animés de la ville. Son oncle (Sidney Knowles), percussionniste de Jimmy Cliff, lui fait découvrir Bob Marley, Peter Tosh ou encore Black Uhuru et le fait débuter dans la musique à l’âge de cinq ans.
A huit ans, il gagne un radio-crochet national (le Teeny Talent contest). Cette victoire l’amène à faire une première rencontre importante, celle du producteur Henry « Junjo » Lawes, qui lui permet d’enregistrer son premier single intitulé « Too Fancy ». Il est alors propulsé sur les devants de la scène jamaïcaine et participe à de nombreux sound system, notamment ceux organisés par Bunny Lee.
En 1983, le jeune garçon âgé de dix ans apparaît sur Two Big Sounds Live, produit par Junjo et enregistré à Kingston, aux côtés de DJ reconnus comme Dillinger ou encore Fathead.
Dans les années qui suivent, il participe aux sound systems des DJ Prince Jammy et Volcano, sort un single intitulé « Over the Sea » et un premier album : The Invincible Beenie Man: 10-Year-Old Deejay Wonder, produit par Bunny Lee.
Il marque alors une pause dans sa carrière, n’enregistrant plus aucun titre pendant quelques années, mais reste présent sur les sound systems.

### Vers la célébrité
En 1992, Beenie Man fait son retour sur la scène musicale lors du festival Reggae Sunsplash. Il s’en prend alors à Bounty Killer, DJ déjà reconnu et très apprécié par le public de dancehall. Beenie Man l’accuse de lui avoir subtilisé son slogan : « people dead ». Cet événement marque le début d’une longue guerre entre les deux artistes. Leur bataille publique connaît une accalmie quand Beenie Man quitte Kingston pendant près d’un an après avoir été hué et obligé de sortir de scène lors d’une célébration nationale organisée à l’occasion de la visite de Nelson Mandela. Après son retour l’année suivante, il se réconcilie publiquement avec Bounty Killer et enregistre avec lui un nouvel album : Guns Out.
En 1994 et 1995, il enregistre plusieurs titres avec Barrington Levy : « Murderer », « Two Sounds » et « Under Mi Sensi » qui sera un hit.
Il enregistre par la suite une version remaniée du classique « No Woman No Cry » de Bob Marley, intitulée « No Mama No Cry », single réquisitoire se prononçant contre la violence, et inspiré du meurtre de Pan Head, un autre DJ populaire. Le titre arrive en tête des charts jamaïcains, et propulse le chanteur vers le succès. À cette époque, le taux de criminalité élevé affecte toutes les classes sociales de la population jamaïcaine. Le milieu de la musique est un des plus touchés. Le fait qu’un grand nombre de ces crimes restent irrésolus, y compris celui de DJ Pan Head, ajoute à la charge émotionnelle qui touche profondément la population. Beenie Man est lui aussi très affecté par ces événements. À cette période, Sly and Robbie, les producteurs de son single « No Mama No Cry », vont avoir un rôle important dans la vie du jeune DJ en le guidant vers le mouvement rastafari.

## Discographie non exhaustive
La discographie qui suit mentionne uniquement les premières éditions des cassettes audio, disques vinyles ou CD audio. De nombreux albums et compilations de Beenie Man ont été réédités par des labels différents de ceux des premières éditions. Les sorties des singles et des compilations d'artistes variés ne sont pas indiquées non plus. Le label correspondant est indiqué à la suite du titre. Enfin, certains de ces albums sont aujourd’hui épuisés chez les éditeurs et difficilement trouvables.
En solo
2006
- Undisputed - Virgin Records

2005
- Hundred Dollar Bag - Mpg

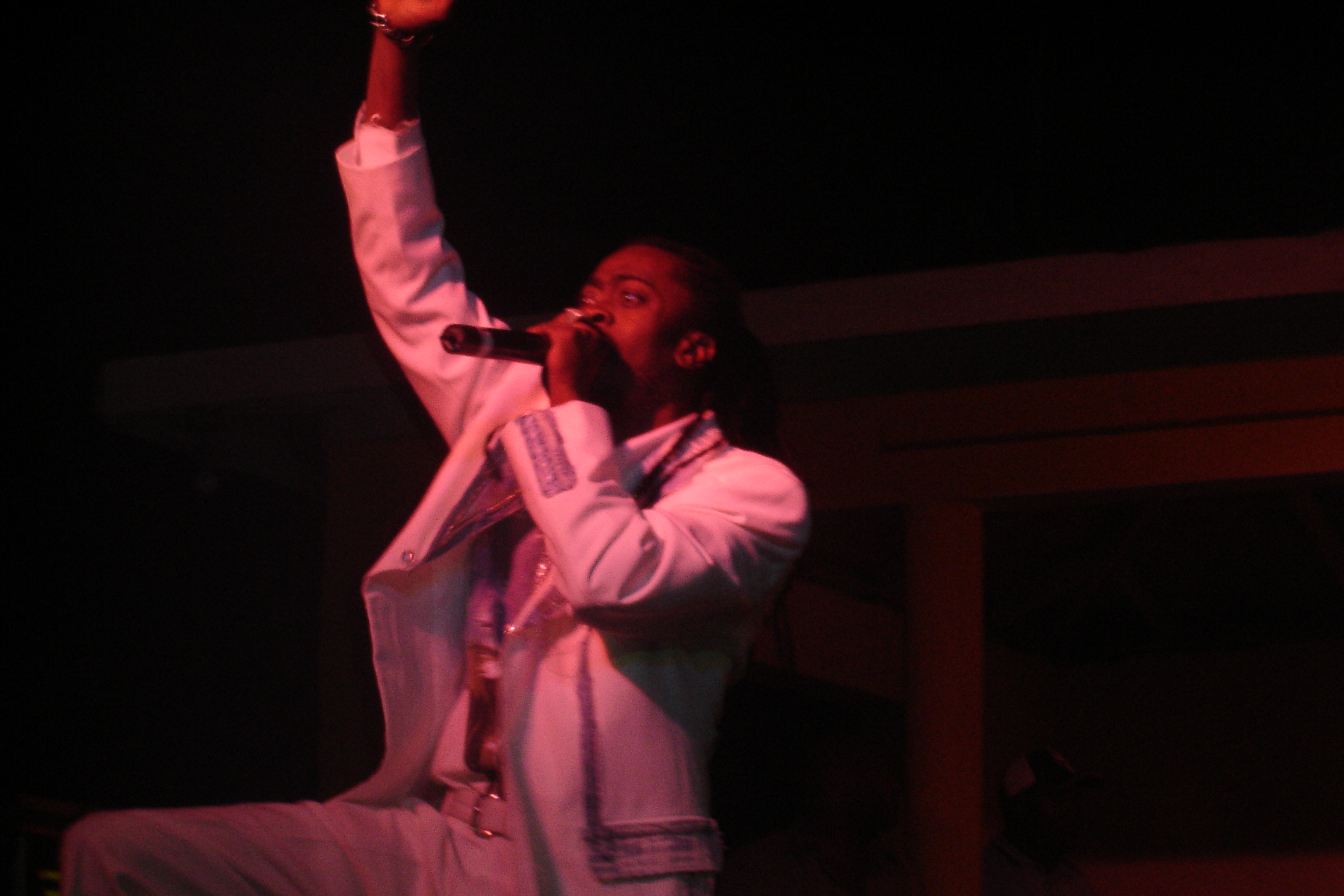
concert 2006

- From Kingston to King of the Dancehall [compil] - Virgin Records

2004
- The Magnificent Beenie Man [compil] - Cleopatra
- Back to Basics - Virgin Records
- Big - Wikkid

2002
- The Magnificent - 2B1
- The Very Best of Beenie Man : Gold [compil] - Jet Star
- Tropical Storm - Virgin

2001
- Youth Quake - Artists Only
- Black Liberty [compil] - Jamaican Vibes

2000
- Maestro - Greensleeves
- Reggae Max Tracklisting [compil] - Jet Star
- Best of Beenie Man: Collector’s Edition [2 CD; compil] - VP Records
- Best of Beenie Man [compil] - VP Records
- Art and Life - Virgin
- Gold [compil] - Jet Star

1999
- Doctor - VP Records
- Wild Wild - Revue
- Ruff ’N’ Tuff - Varese
- Y2K - Artists Only
- Reggae Max vol.2 [compil] - Jet Star

1997
- Many Moods of Moses - Melodie
- Sim Simma(Who Am I) - Playground Riddim,2 Hard Production

1996
- Maestro - VP Records/Universal

1995
- All the best [compil] - JA
- Slam - Island Jamaica
- Blessed - Island Jamaica

1994
- Dis Unu Fi Hear - Hightone
- Defend It - VP Records
- Gold [compil] - Charm

1992
- Cool Cool Rider - VP Records

1983
- The Invincible Beenie Man: 10-Year-Old Deejay Wonder - produit par Bunny « Striker » Lee

En featuring
2003
- Beenie Man, Horace Andy - New School vs. Old School [compil] - Varese

2002
- Beenie Man, Yellowman, Lt. Stitchie - Ghetto People - Cactus Records
- Beenie Man, Mad Cobra - Heavyweight Dancehall Clash - Varese

1997
- Beenie Man, Spragga Benz - The Best of Two Badd DJ’s [compil] - VP Records
- Beenie Man, Bounty Killer - Guns Out - Greensleeves
- Beenie Man, Mad Cobra - Beenie Man meets Mad Cobra - VP Records

1995
- Beenie Man, Dennis Brown, Triston - 3 Against War - VP Records

1994
- Beenie Man, Bounty Killer - Face to Face - VP Records

2012
- Beenie Man, Nicki Minaj- Gun Shot"
- 2013
- 2013
- Beenie Man, Kanye West - Send It Up

2016
- Beenie Man , Fedia - Billie